# Eupterote udiana
Eupterote udiana is een vlinder uit de familie van de Eupterotidae. De wetenschappelijke naam van de soort is voor het eerst geldig gepubliceerd in 1860 door Moore.